# حشره‌خوار جمجمه‌صاف
 حشره‌خوار جمجمه‌صاف (نام علمی: Sorex roboratus) نام یک از سرده حشره‌خوارهای دم‌دراز است. این پستاندار در مغولستان، چین و روسیه یافت می‌شود.